# Makabi

Logo organizacji Maccabi

Makabi (hebr. מכבי, nazwa pochodząca od Machabeuszy, izraelskich bojowników o niepodległość z czasów rzymskich) – izraelska organizacja sportowa. Miała być związkiem apolitycznym, jednak wkrótce dostała się pod wpływy syjonistów.
Pierwszy klub Makabi został założony w Jerozolimie w 1911 roku i już wkrótce liczył 300 członków. Drugi klub założono w Petah Tikwie, i te dwa, razem z Riszon le-Cijjon w Jaffie (powstałym wcześniej, w 1906 roku z inicjatywy Leo Cohena i Aviezera Yellina), weszły w skład ogólnokrajowej organizacji Makabi w 1912 roku. Makabi nie ograniczało swej działalności tylko do dziedzin sportowych, było aktywne również w sprawach kulturowych, walczyło o rozwój i propagowanie języka hebrajskiego, zatrudnienie dla żydowskich robotników, a także organizowało oddziały żydowskiej samoobrony. W przededniu I wojny światowej Makabi liczyło około 1000 członków w 15 klubach, m.in. w Warszawie i w Krakowie. 
Udział tej organizacji i Haszomeru w Festiwalu w Rechowot w 1913 roku zapoczątkował pojawienie się prawdziwego żydowskiego sportu. Jednak w 1914 roku Makabi zbojkotowało tę imprezę, ponieważ przy jej organizacji zatrudnieni byli arabscy robotnicy, a zabezpieczali ją w większości arabscy strażnicy. M.in. z tego powodu Festiwal w Rechowot nie został już więcej zorganizowany, a od 1932 roku Makabi zaczęło urządzać własne zawody – Olimpiadę Machabejską.